# Epipogium roseum
Epipogium roseum là một loài thực vật có hoa trong họ Lan. Loài này được (D.Don) Lindl. mô tả khoa học đầu tiên năm 1857.

## Hình ảnh

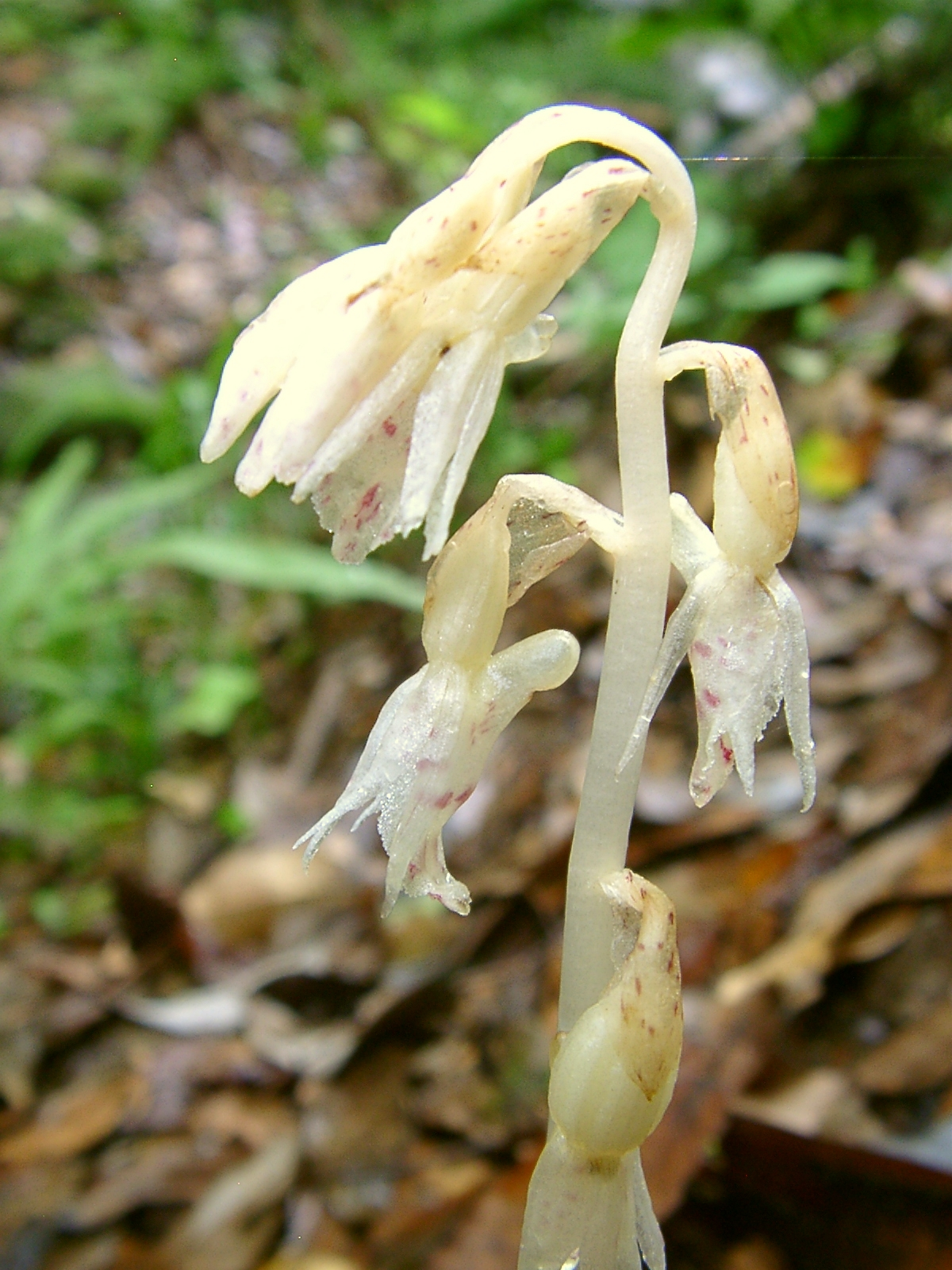
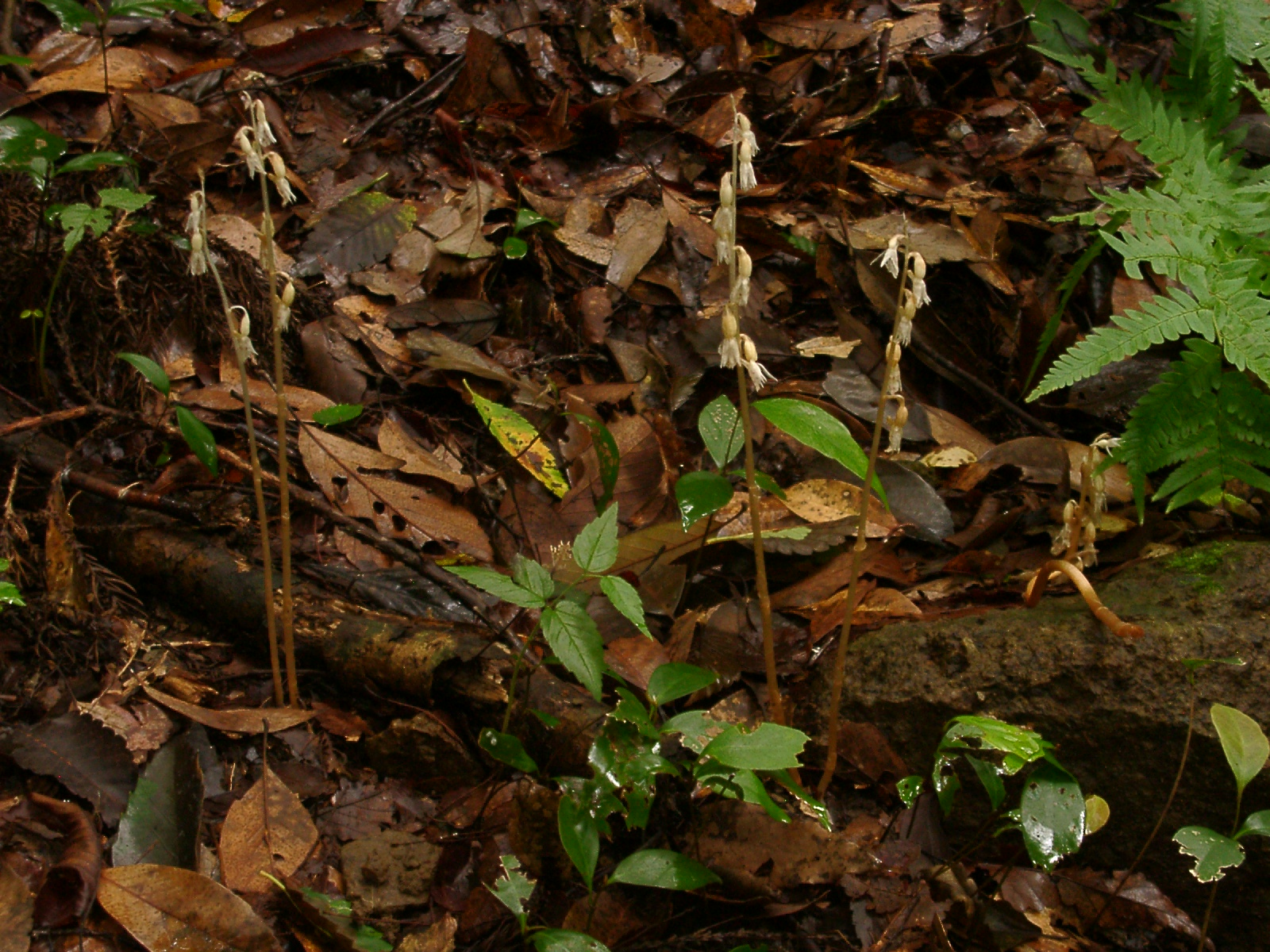
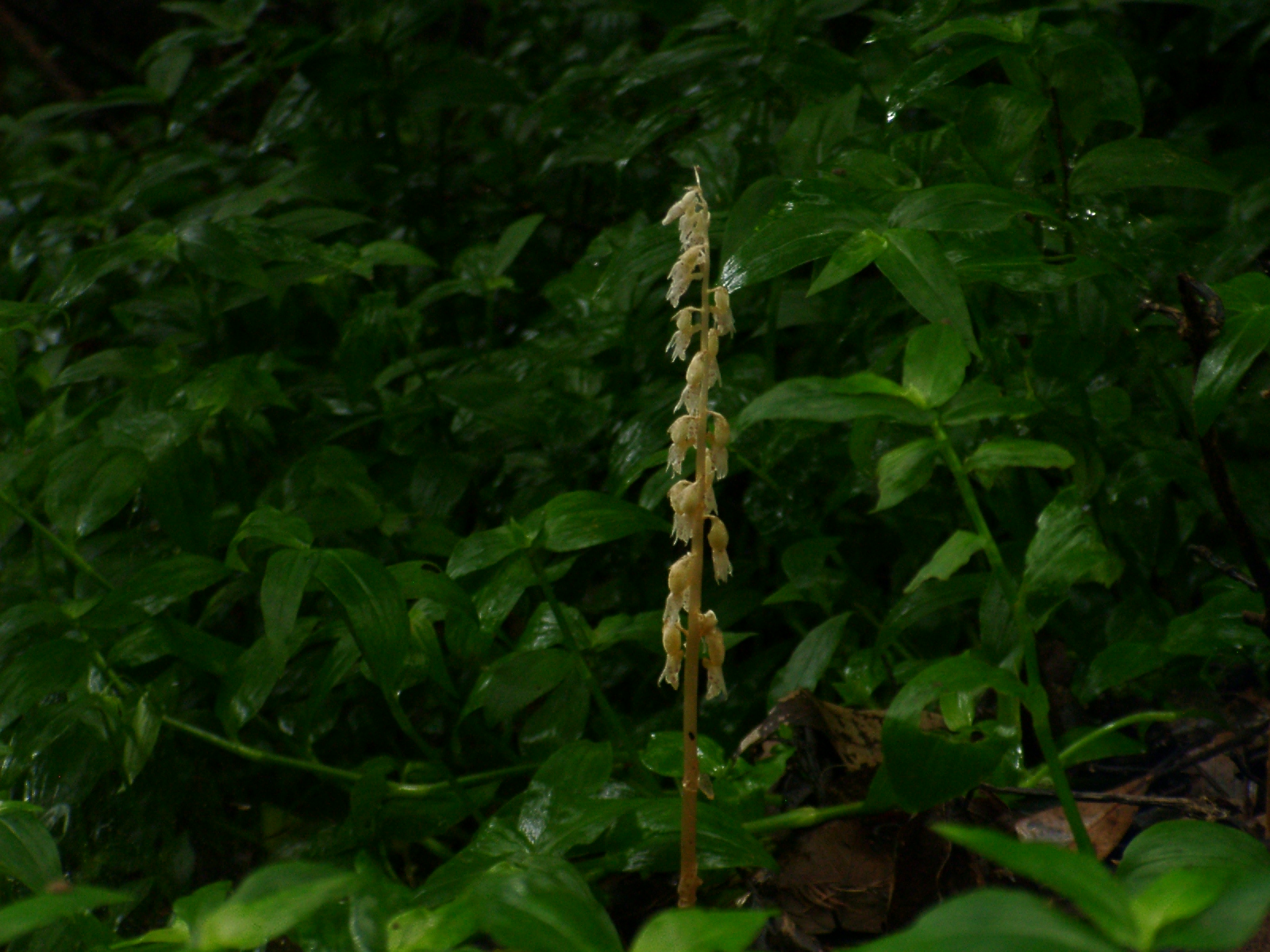